# Alexander Huber
Alexander Huber (Trostberg, Alemania, 30 de diciembre de 1968) es un alpinista alemán. Sobre todo, el bávaro es un todoterreno con ascensiones importantes en varias disciplinas del alpinismo.

## Trayectoria
En 1996, el realizó "Open Air", la primera vía deportiva del grado 9a+. Con múltiples primeras ascensiones en libre en El Capitán (Yosemite), el récord de velocidad de la Nose (2:45,45, 10/07-08/08) y de la Zodiac (1:51,34 desde 2004), las primeras vías del grado 8c en las paredes (Bellavista, 2001, y Pan Aroma, 2007) de las Tres Cimas (Dolomitas). Otras ascensiones que ha realizado son en solo integral: la Direttissima (550m, 7a+, Cima Grande) y el "Kommunist" (8b+). En los últimos 10 años mostró actividad en casi todo del mundo: Cho Oyu (8201m), Latok II (7108m), Latok IV (6545m), Cerro Torre, Torre Egger, Fitz Roy, Ulvetanna y Holtanna, entre otros.

## Ascensiones más importantes
- 1992 primera ascensión Om (9a), Baviera
- 1994 primera ascensión Weisse Rose (9a), Austria
- 1995 primera ascensión en rotpunkt de la famosa Salathé Wall (8a), El Capitán, Yosemite
- 1996 primera ascensión Open Air (9a+), Austria, primero 9a+ del mundo, primera repetición: Adam Ondra en 2008, quien ha elevado el grado a 9a+
- 1997 primera ascensión de la pared oeste del Latok II, 7108m, Karakoram, VII/6b+/A3, 2200 m
- 1998 Cho Oyu (8201m), Himalaya, Nepal
- 1998 primera ascensión El Nino (8a), El Capitán, Yosemite
- 1998 primera ascensión Free Rider (7c), El Capitán, Yosemite
- 2000 primera ascensión Golden Gate (7c+), El Capitán, Yosemite
- 2001 primera ascensión Bellavista, (8c), Cima Ovest, Dolomitas
- 2001 primera ascensión El Corazón, (8a), El Capitán, Yosemite
- 2002 primera ascensión en solo integral de la Direttissima (500m, 7a+), Cima Grande, Dolomitas
- 2002 Cerro Torre, Cerro Standhardt y Fitz Roy en la Patagonia
- 2003 primera ascensión Free Zodiac (8b), El Capitán, Yosemite
- 2004 primera ascensión en solo integral de la vía deportiva Kommunist (8b+), Austria
- 2004 récord de velocidad de la vía Zodiac, El Capitán, Yosemite, en 1:51:34
- 2005 primera ascensión en rotpunkt de la Voie Petite (8b), Grand Capucin, Mont Blanc
- 2006 primera ascensión Golden Eagle (7a/A1), Aguja Desmochada, Patagonia
- 2006 primera ascensión en solo integral de la vía "Burgasser" (6b+) al Dente del Gigante (4013m), Mont Blanc
- 2007 primera ascensión Pan Aroma (8c), Cima Ovest, Dolomitas
- 2007 récord de velocidad de la Nose, El Capitán, Yosemite, en 2:45:45, hasta 07/2008
- 2008 primera ascensión de la pared oeste (7a/A1) de la "Silla", Patagonia.
- 2008 ascensión del Torre Egger, Patagonia
- 2008 primera ascenaion de las vías Sansara y Feuertaufe, dos vías alpinas del grado 8b+, Austria
- 2008 primera ascensión en solo integral del Grand Capucin (6b+), Mont Blanc
- 2008 primera ascensión de la pared oeste (6c/A4), Holtanna, Antártida
- 2008 primera ascensión de la vía "Sound of Silence" (7a/A2), Ulvetanna, la montana más difícil de la Antártida
- 2012 ascensión en solo integral de la vía Murciana (VII +) en Riglos, España.
- 2016 primera ascensión en libre de la vía Sueños de Invierno(8a) en el Picu Urriellu, España.